# Ghoti Budruk
Ghoti Budruk é uma vila no distrito de Nashik, no estado indiano de Maharashtra.

## Demografia
Segundo o censo de 2001, Ghoti Budruk tinha uma população de 20,204 habitantes. Os indivíduos do sexo masculino constituem 52% da população e os do sexo feminino 48%. Ghoti Budruk tem uma taxa de literacia de 70%, superior à média nacional de 59.5%: a literacia no sexo masculino é de 77% e no sexo feminino é de 62%. Em Ghoti Budruk, 16% da população está abaixo dos 6 anos de idade.